# Emil Drenker
Emil Drenker (* 15. Juli 1839 in Goldap, Ostpreußen; † 19. Februar 1887 in Berlin) war ein deutscher Theateragent.

## Leben
Drenker besuchte das Kgl. Gymnasium Lyck. Nach dem Abitur immatrikulierte er sich an der Albertus-Universität Königsberg. Wie von jeher viele seiner Schulkameraden, wurde er im Sommersemester 1858 im Corps Masovia aktiv. Ab 1861 arbeitete er als Hauslehrer im Regierungsbezirk Königsberg.
Er ging nach Berlin und eröffnete ein Internationales Theater-Geschäfts-Bureau in Berlin und Wien. Zum einen vermittelte es alle Gastspiele und Engagements in Deutschland und im Ausland; zum anderen handelte es mit Schauspieltexten und Musikalien. Die Agentur hatte Partner in Frankreich, England, Italien und Nordamerika.
In der Reichshauptstadt wurde sie die größte und einflussreichste im Deutschen Kaiserreich. Ihr Organ für Theater, Kunst und Literatur war der Theater-Figaro, den Drenker redigierte und herausgab. Wie manche andere trug es der besonderen Beliebtheit des Theaters im Bürgertum Rechnung. Die Deutsche Schillerstiftung schätzte Drenker. Ludolf Waldmann (1840–1919), Komponist der Leichten Muse, widmete Drenker die Liedersammlung op. 51 Die alten Deutschen tranken ja auch. Drenker starb im 48. Lebensjahr.
1898, elf Jahre nach seinem Tod, trat der jüdische Theateragent Berthold Auerbach für 36 Jahre in die Agentur Emil Drenker.